# Лупбург (замок)
Замок Лупбург (нем. Burg Lupburg) — бывший средневековый замок на холме в коммуне Лупбург в районе Ноймаркт-ин-дер-Оберпфальц, в земле Бавария, Германия.

## История

### Ранний период
Замок, вероятно, был построен в XII веке по воле дворянина по имени Людевиг, сюзереном которого был князь Регенсбургский. Впервые крепость Лупбург упоминается в документах 1129 года. Примерно к 1200 году построен Верхний замок (Hohenburg) на скале, к западу от Нижнего замка (Niedenburg).
В 1299 году замок перешёл под контроль Регенсбургского епископства. В 1300 году Конрад фон Лупбург, брат епископа, официально завещал Лупбург епархии Регенсбурга.
В 1313 году со смертью Конрада фон Лупбурга род Лупбург, вероятно, пресёкся.
Около 1381 года замок передан в залог семье фон Лаабер, а затем братьям фон Фрауэнбергер. Наконец в 1387 году комплекс приобрёл в герцог Фридрих Баварcкий, правитель Баварско-Ландсхутского герцогства. А уже через пять лет он уступил права собственности своему брату, герцогу Иоганну, который правил Баварcко-Мюнхенским герцогством.

### Эпоха Ренессанса
В 1505 году Лупбург стал собственностью княжества Пфальц-Нойбург. 

### XIX–XX века
С 1803 года замок находился в частной собственности и постепенно пришёл в упадок. Комплекс был капитально отремонтирован в XX веке.

## Описание замка
Замковый комплекс имеет форму подковы. которая открытой частью обращена на восток. До нашего времени почти полностью сохранился контур внешнего кольца каменных стен, возведённых ещё в XII веке. Строительным материалом служили блоки из известняка. При внимательном изучении можно увидеть хорошо сохранившиеся фрагменты построек XVI и XVII веков, которые окружали внутренний двор замка.
Следует иметь в виду, что в ходе многочисленных реконструкции замок постепенно терял оборонительное значение и всё больше превращался в жилой комплекс. В бывших стенах прорубались окна, а сами стены становились частью домов. 
В южной части комплекса находится хорошо сохранившееся жилое здание, на западе — резиденция правителя, а на севере — большое сооружение, которое использовалось как склад и в хозяйственных целях. Главный вход в замок расположен в западной части замка. Непосредственно фортификационные сооружение практически не сохранились.

## Современное использование
В настоящее время замок используется как комплекс административных зданий. В частности там находится мэрия Лупбурга.

## Галерея

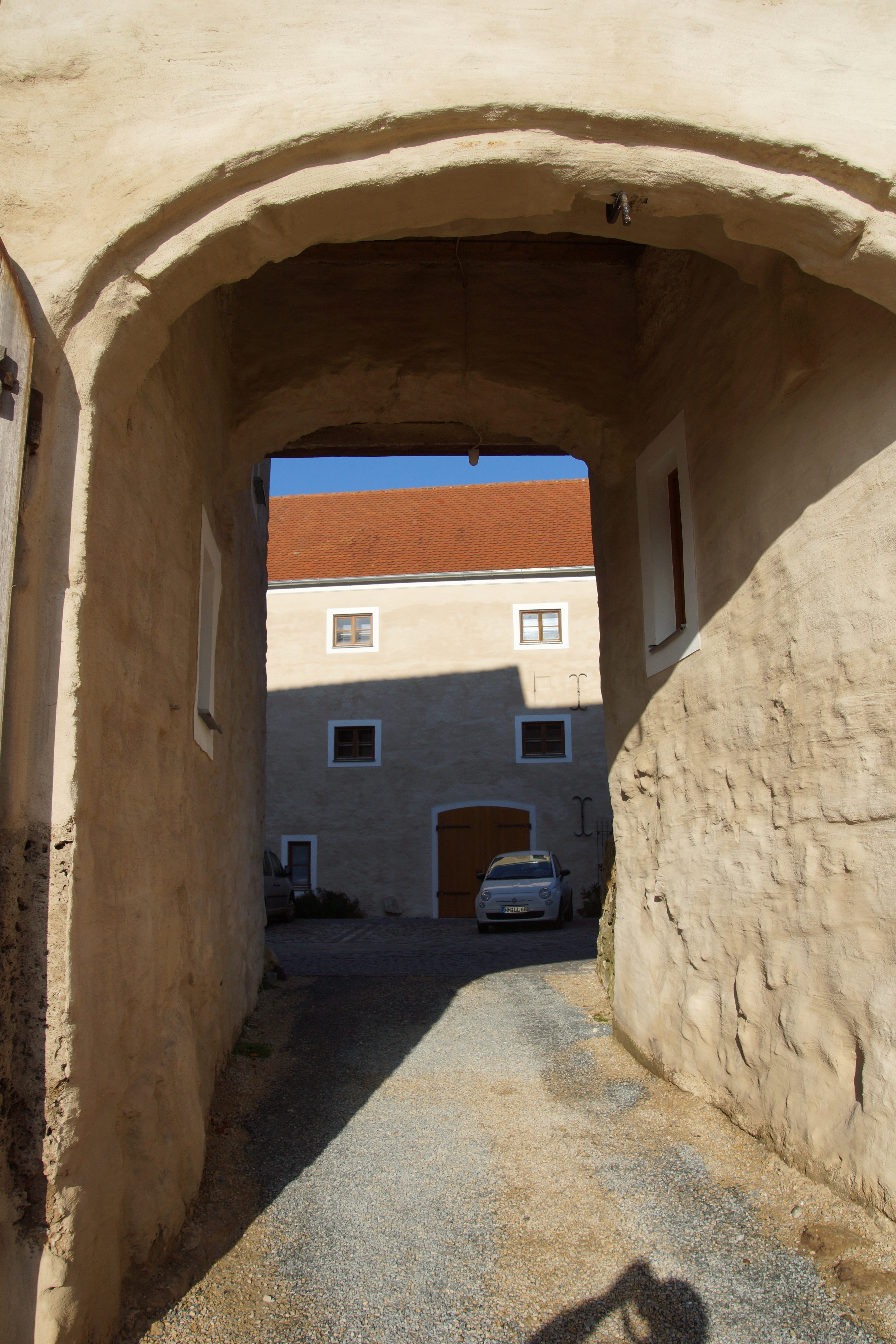
Ворота ведущие в замок
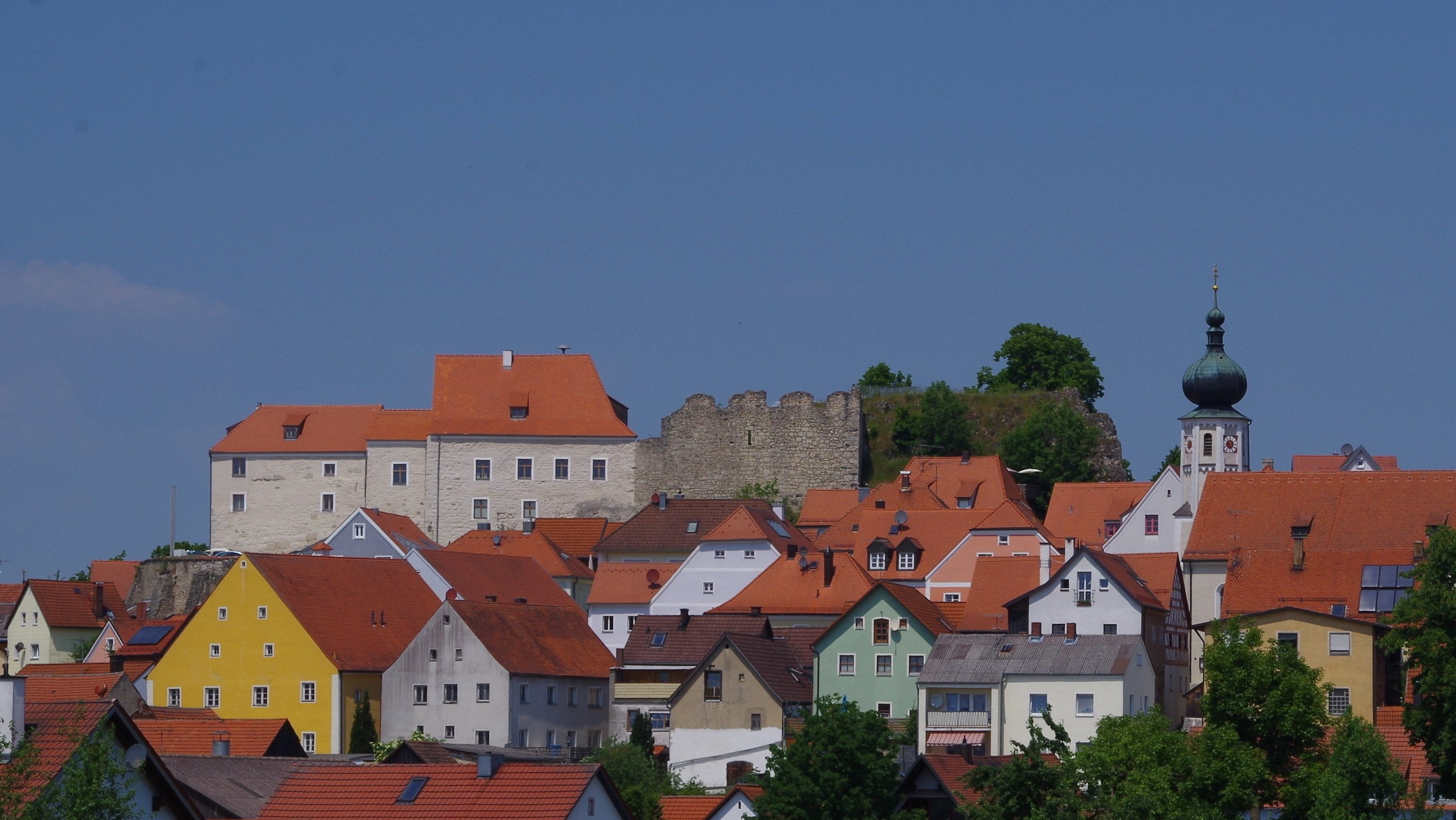
Вид замка на фоне города
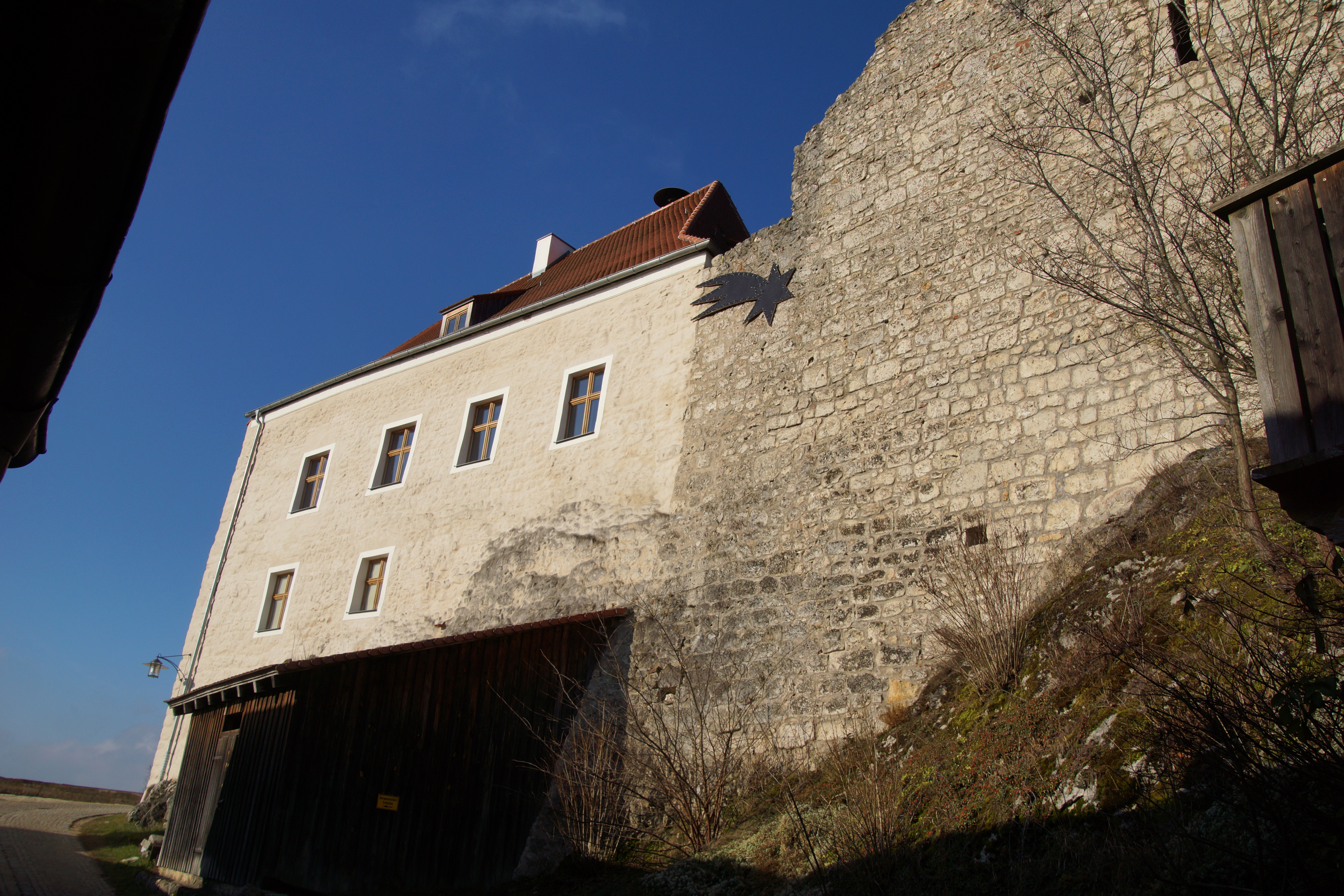
Фрагмент старой стены
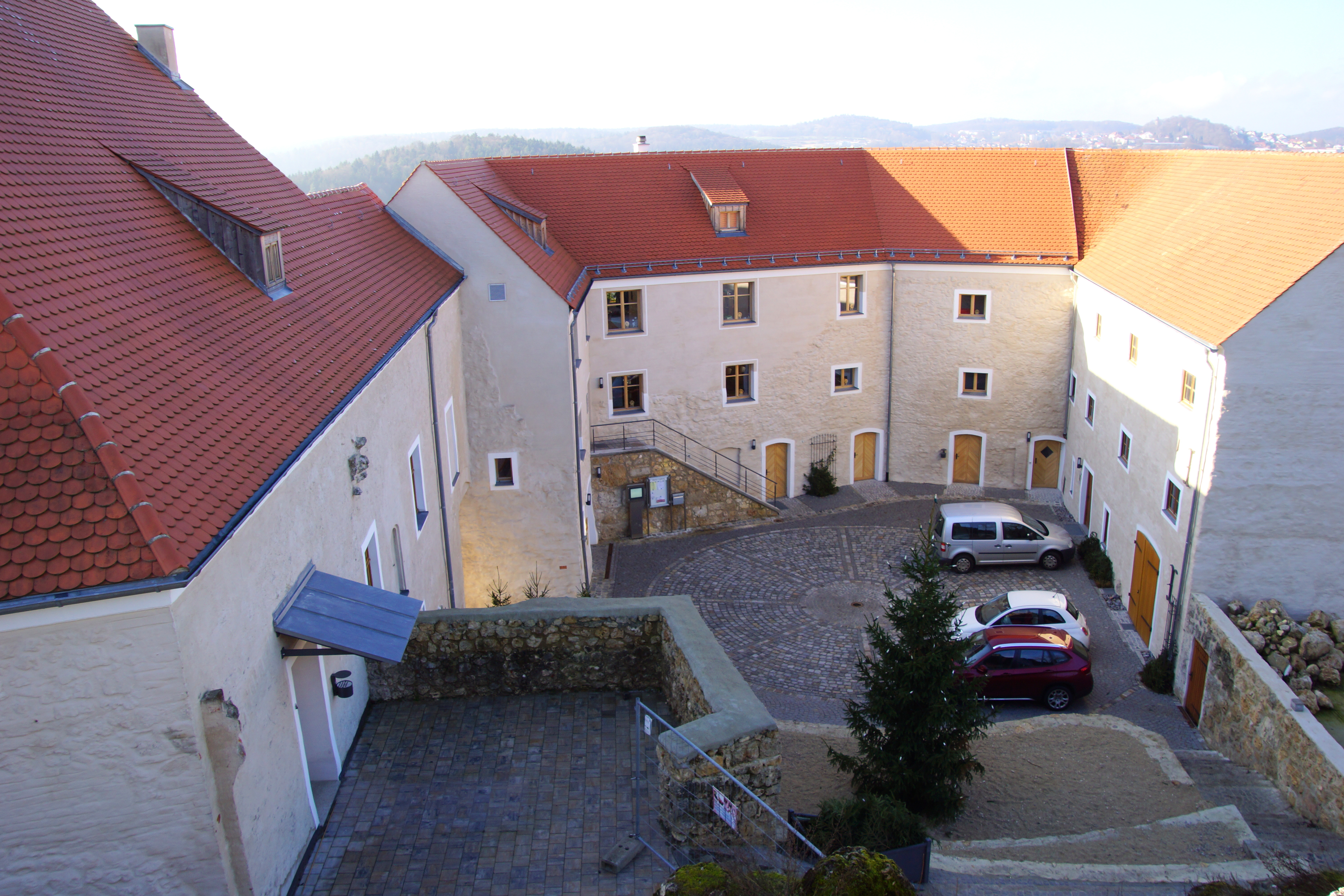
Внутренний двор замка
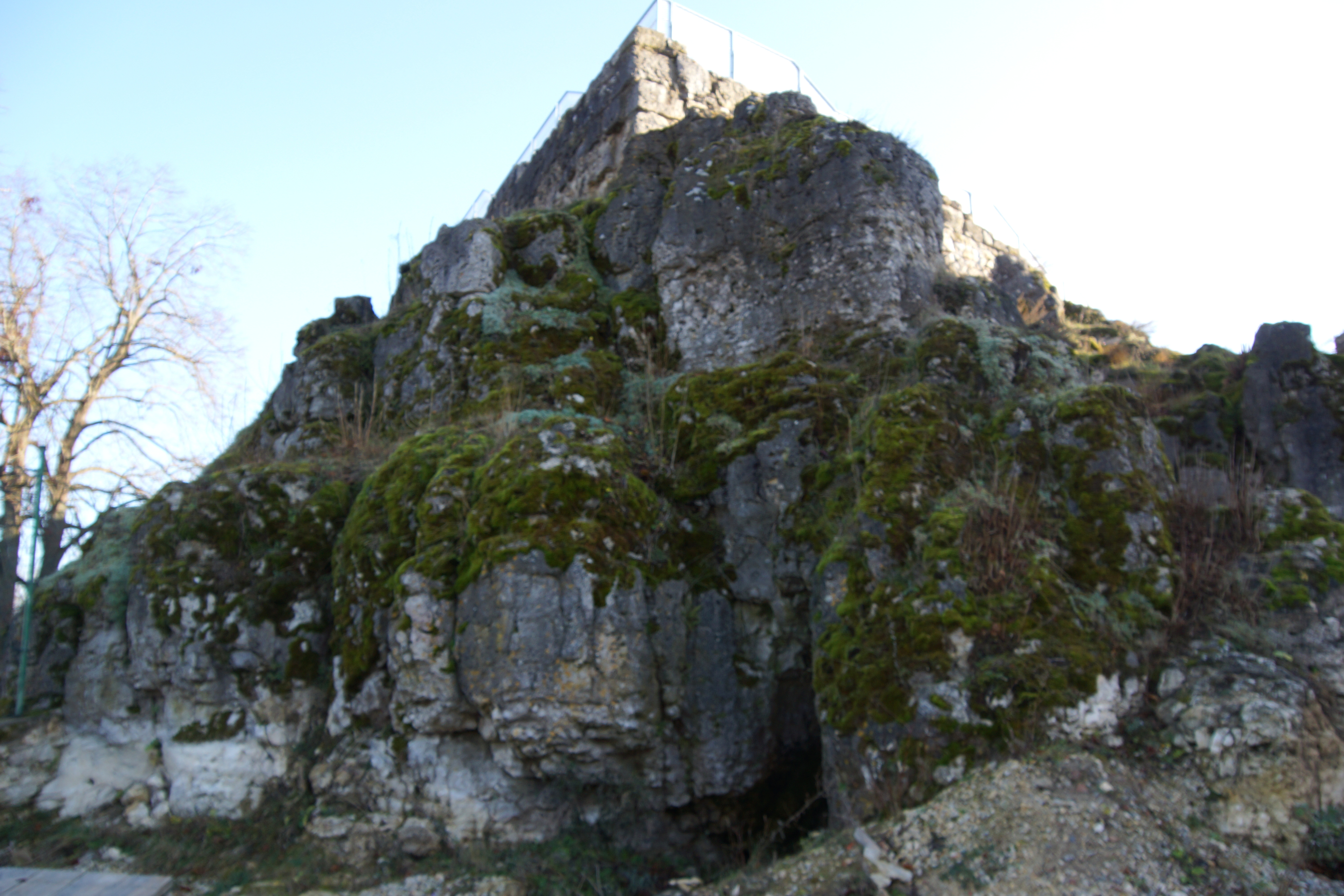
Вид бывшей цитадели снизу